# ネブラスカ・コーンハスカーズ

ネブラスカ・カラーのビッグ・テンのロゴ

ネブラスカ・コーンハスカーズ（英: Nebraska Cornhuskers）は、アメリカ合衆国のネブラスカ大学リンカーン校のスポーツ競技チーム。NCAAディビジョンI所属。

## 競技チーム
| 男子スポーツ                            | 女子スポーツ       |
| --------------------------------------- | ------------------ |
| 野球                                    | バスケットボール   |
| バスケットボール                        | ビーチバレーボール |
| クロスカントリー                        | ボウリング         |
| フットボール                            | クロスカントリー   |
| ゴルフ                                  | ゴルフ             |
| 体操                                    | 体操               |
| テニス                                  | サッカー           |
| 陸上†                                   | ソフトボール       |
| レスリング                              | 水泳・飛込         |
|                                         | テニス             |
|                                         | 陸上†              |
|                                         | バレーボール       |
| 男女混合スポーツ                        |                    |
| ライフル射撃                            |                    |
| †屋外競技チームと室内競技チームがある。 |                    |